# Alban Bunjaku
Alban Bunjaku (ur. 20 maja 1994 w Romford) – kosowski piłkarz angielskiego pochodzenia występujący na pozycji pomocnika, obecnie bez klubu. Wychowanek Arsenalu, w swojej karierze występował także w takich zespołach jak Sevilli Atlético, Derby County oraz Dordrecht. 21 maja 2014 roku zadebiutował w reprezentacji Kosowa podczas przegranego 1:6 spotkania z Turcją.